# Flore Bonaventura

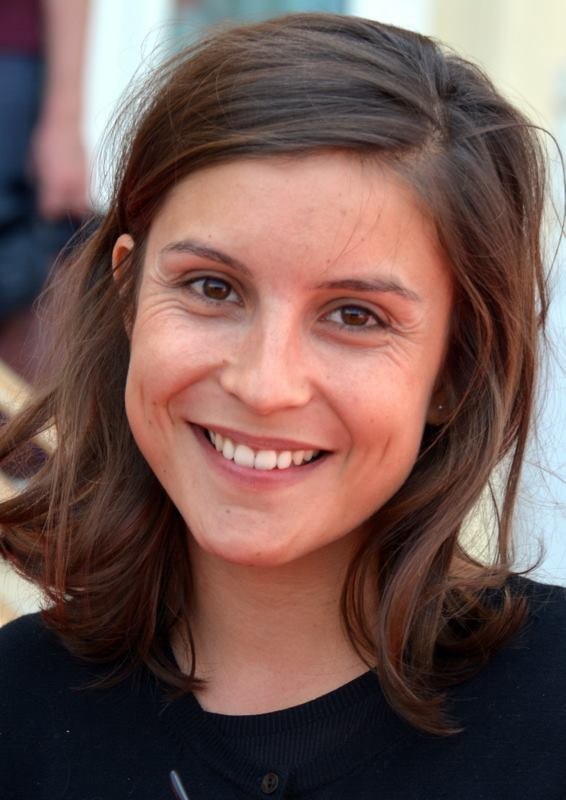
Flore Bonaventura (2014)

Flore Bonaventura (* 12. Oktober 1988 in Paris, Frankreich) ist eine französische Schauspielerin.

## Leben
Flore Bonaventura spielte bereits im Alter von 10 Jahren am Theater. Nach ihrem Schulabschluss zog sie nach Paris, wo sie fünf Jahre lang neben Theaterengagements an der Schauspielschule von Eva St. Paul studierte. Anschließend schaffte sie ab 2009 den Schritt zum Fernsehen und war unter anderen in Filmen wie Malgré-elles und Mes deux amours sowie von 2009 bis 2013 in der Fernsehserie Commissaire Magellan zu sehen.
Gemeinsam mit ihrer Großmutter besitzt sie ein Haus in der Bretagne, wo sie zeitweise auch lebt.

## Filmografie (Auswahl)
- 2009–2013: Commissaire Magellan (Fernsehserie, 10 Folgen)
- 2012: Malgré-elles
- 2012: Mes deux amours
- 2012: Agatha Christie: Mörderische Spiele (	Les Petits Meurtres d’Agatha Christie, Fernsehserie, Folge 1x05)
- 2012: Petits arrangements avec ma mère
- 2013: Beziehungsweise New York (Casse-tête chinois)
- 2014: La loi, le combat d'une femme pour toutes les femmes (Fernsehfilm)
- 2014: Zu Ende ist alles erst am Schluss (Les souvenirs)
- 2015: Les blessures de l'île (Fernsehfilm)
- 2018: La mort dans l'âme (Fernsehfilm)
- 2018: Roches Noires (Fernsehfilm)
- 2019: Paradise Beach
- 2019: Les Ombres de Lisieux (Fernsehfilm)
- 2019: Je voudrais que quelqu’un m’attende quelque part
- 2019: Le premier oublié (Fernsehfilm)
- 2020: Grand Hôtel (Miniserie, 8 Folgen)
- 2021: French Touch: Desires
- 2021: Sauver Lisa (Fernsehserie, 6 Folgen)
- 2021–2022: Une si longue nuit (Fernsehserie, 7 Folgen)
- 2022: Le Village des Endormis (Fernsehfilm)
- 2023: Meurtres à... (Fernsehserie, Folge 10x03)